# Anomala truncata
Anomala truncata är en skalbaggsart som beskrevs av Bates 1890. Anomala truncata ingår i släktet Anomala och familjen Rutelidae. Inga underarter finns listade i Catalogue of Life.